# 中金黃金
中金黄金股份有限公司（上交所：600489）成立于2000年6月23日，由中国黄金集团有限公司（原中国黄金总公司）作为主发起人，联合其它6家企业共同发起设立。中金黄金是中国黄金集团有限公司的子公司。
公司为中国第一家专业从事黄金生产的上市公司。
2025年7月23日，东北大学6名学生在中金黄金控股子公司中国黄金集团内蒙古矿业有限公司乌努格吐山铜钼矿选矿厂参观学习浮选工艺期间，因格栅板脱落，坠入浮选槽身亡。事后该公司三名责任人员被采取刑事强制措施。